# Jean Revillard
Jean Revillard, né le 22 septembre 1967 à Genève et mort le 3 janvier 2019 à Huelgoat en France, est un photojournaliste et  photographe documentaire suisse, lauréat de deux World Press Photo en 2008 et 2009.

## Biographie
Jean Revillard naît en 1967 à Genève. Il se forme à l’école d’Yverdon, auprès de Luc Chessex, Jesus Moreno et Christian Caujolle. Il devient journaliste pour Le Nouveau Quotidien et L'Hebdo et a travaillé avec les galeries Europa à Genève et Focale à Nyon.
Il fonde en 2001 l’agence Rezo.ch, la première agence photographique en ligne de suisse romande. Il y travaille dès le début avec les photographes Nicolas Righetti, Christophe Chammartin et Fred Merz. Ils sont ensuite rejoints par François Wavre en 2005, Niels Ackermann en 2007, Alan Humerose en 2008 et plus tard par Dom Smaz et Anna Pizzolante. Le style de l'agence est reconnaissable à un usage marqué de l'éclairage des sujets photographiés.
Il suit l'actualité politique et photographie la société sous tous ses aspects, des personnalités politiques aux marginaux. En 2010, il est engagé comme photographe du Projet Solar Impulse de Bertrand Piccard.
Entre 2007 et 2011, il va photographier les Jungles de Calais, les migrants à Patras et traiter de l'immigration clandestine en Europe et de celle des femmes africaines en Italie.
En 2014, il va à la rencontre des exclus de la société. Il réalise ainsi le reportage appelé "Ondes" consacré aux personnes électrosensibles qui se réfugient dans les montagnes de la Drôme ou qui s'établissent dans la nature et les forêts.
Jean Revillard meurt le 3 janvier 2019 des suites d’une crise cardiaque, alors qu’il photographie la forêt de Huelgoat en Bretagne.

## Prix et distinctions
- 2008 : World Press Photo pour son travail sur les cabanes des migrants de Calais[9].
- 2009 : World Press Photo et Prix de la Ville de Prague[10].
- 2011 : Prix Nicolas-Bouvier pour l'ensemble de son travail[11].
- 2015 : Swiss Press Photo, catégorie International 2015, pour le reportage "Ondes"[12]
- 2017 : Swiss Press Award dans la catégorie « Histoires suisses » pour son reportage Solar Impulse autour du monde[13].

## Expositions
- 2019 : Patras - Calais - Patras, une exposition de Jean Revillard (1967-2019), 10 septembre - 24 novembre 2019, Hospice général Genève[14]
- 2019: Hommage à Jean Revillard, diffusion de la série photographique «Ondes», Nuit des Musée 18 mai 2019, Centre de la photographie de Genève[15]
- 2024 : Jean Revillard, retour forcé à la vie sauvage 27 mai - 14 juin 2024, Parc des Bastions Genève et Rotonde du Mont-Blanc[16]

## Publications
- Jean Revillard, « Portraits de la politique genevoise : exposition 5 novembre 1997 - 10 janvier 1998 », Images. Centre de la photographie, no 4,‎ 1998, p. 75-77
- Jean Revillard (photographe), Jungles : abris de fortune aux abords de la Manche, Genève, Labor et Fides, 2009, 76 p. (ISBN 9782830913545)[17]
- Jean Revillard (photographe) et Michèle Piccard, Bertrand Piccard (textes), Solarimpulse : round-the-world countdown = objectif tour du monde = Startklar zur Weltumrundung, Lausanne, Favre, 2014, 169 p. (ISBN 9782828914721)
- Jean Revillard (photographe), Outland photographies, La Chaux-de-Fonds, Courvoisier, 2016, 1 vol. (ISBN 9783906124162)

## Archives
Fonds Jean Revillard (1978-2019) [négatifs, planches contact, 122 tirages numériques, 18 tirages argentiques, documents textuels, dessins, affiches, fichiers numériques natifs ; Archives analogiques : 4.8 ml. Archives numériques : plus d'un million de fichiers].  Cote : CH-000007-9 CIG : rev. Genève : Centre d'iconographie de la Bibliothèque de Genève (présentation en ligne).